# Distrito de Lučenec
El distrito de Lučenec (en eslovaco Okres Lučenec) es una unidad administrativa (okres) de Eslovaquia Central, situado en la región de Banská Bystrica, con 72 878 habitantes (en 2003) y una superficie de 771 km². Sus dos ciudades, Fiľakovo y Lučenec comprenden el 54% de la población del distrito. El resto se reparte por los 55 municipios restantes.

## Demografía
| Año        | 1994   | 2004    | 2014    | 2024    |
| ---------- | ------ | ------- | ------- | ------- |
| Población  | 73 470 | 73 287  | 74 401  | 68 623  |
| Diferencia |        | −0,24 % | +1,52 % | −7,76 % |

| Año        | 2023   | 2024    |
| ---------- | ------ | ------- |
| Población  | 69 018 | 68 623  |
| Diferencia |        | −0,57 % |

## Ciudades (población año 2017)
- Fiľakovo 10 654
- Lučenec (capital) 27 991

## Municipios (población año 2017)
- Ábelová 198
- Belina 625
- Biskupice 1147
- Boľkovce 643
- Budiná 234
- Bulhar 314
- Buzitka 501
- Čakanovce 1171
- Čamovce 632
- Divín 2075
- Dobroč 620
- Fiľakovské Kováče 915
- Gregorova Vieska 146
- Halič 1668
- Holiša 659
- Jelšovec 330
- Kalonda 204
- Kotmanová 297
- Lehôtka 350
- Lentvora 96
- Lipovany 254
- Lovinobaňa 2055
- Ľuboreč 350
- Lupoč 221
- Mašková 323
- Mikušovce 276
- Mučín 769
- Mýtna 1195
- Nitra nad Ipľom 368
- Nové Hony 177
- Panické Dravce 744
- Píla 256
- Pinciná 225
- Pleš 196
- Podrečany 551
- Polichno 137
- Praha 79
- Prša 216
- Radzovce 1551
- Rapovce 950
- Ratka 304
- Ružiná 877
- Šávoľ 540
- Šiatorská Bukovinka 305
- Šíd 1306
- Stará Halič 673
- Šurice 492
- Točnica 400
- Tomášovce 1360
- Trebeľovce 914
- Trenč 513
- Tuhár 365
- Veľká nad Ipľom 927
- Veľké Dravce 710
- Vidiná 1800